# Повчанська сільська рада (Дубенський район)
Повчанська сільська́ ра́да — колишній орган місцевого самоврядування в Дубенському районі Рівненської області. Адміністративний центр — село Повча.

## Загальні відомості
- Повчанська сільська рада утворена в 1991 році.
- Територія ради: 21,65 км²
- Населення ради: 973 особи (станом на 2001 рік)
- Територією ради протікає річка Адністратка.

## Населені пункти
Сільській раді підпорядковані населені пункти (з 2018 року):
- Повча 983 чол.,
- Будераж 255 чол.,
- Миколаївка 434 чол.,
- Буди 46 чол.,
- Гнатівка 185 чол.,
- Підбрусинь 201 чол.,
- Яблунівка 297 чол.

## Склад ради
Рада складається з 12 депутатів та голови.
- Голова ради: Іванюк Інна (81,3% голосів виборців).
- Секретар ради:

### Керівний склад попередніх скликань
| Прізвище, ім'я, по батькові | Основні відомості                                                                                        | Дата обрання | Дата звільнення |
| --------------------------- | --- | ------------ | --------------- |
| Солоняк Володимир Євгенович | Сільський голова, 1959 року народження, освіта середня спеціальна                                        | 26.03.2006   | 31.10.2010      |
| Солоняк Володимир Євгенович | Сільський голова, 1959 року народження, освіта середня спеціальна, член політичної партії «Наша Україна» | 31.10.2010   |                 |

Примітка: таблиця складена за даними сайту Верховної Ради України